# Incidente ferroviario di Riola
L'incidente ferroviario di Riola  fu uno scontro avvenuto, nella notte tra il 2 e il 3 settembre 1912, tra un treno viaggiatori diretto e un treno merci in manovra sugli scambi di ingresso della stazione di Riola, sulla ferrovia Porrettana.

## Dinamica dei fatti
Il 2 settembre del 1912 il treno merci n. 1586 era giunto nella stazione di Riola intorno alle ore 23:00 e, dato che il treno incrociante, il diretto n. 24 da Roma e Firenze viaggiava in ritardo di circa un'ora rispetto al previsto (ore 23:45 circa) aveva iniziata la manovra di composizione e scomposizione del proprio materiale rimorchiato. La manovra prevedeva l'uscita dal binario di ricevimento verso gli scambi lato Firenze e il rientro dopo la selezione di un altro binario. Durante l'operazione due carri merci sviarono sugli scambi di ingresso. Nel trambusto provocato dal deragliamento giunse il treno diretto che, trovando il segnale a via libera, entrò in stazione. Appena intravide il treno sui binari di ingresso il macchinista azionò i freni di emergenza e assieme al fuochista si lanciò a terra mentre avveniva il violento impatto contro il merci deragliato. Le due locomotive del diretto si incastrarono l'una nell'altra e contro la locomotiva del merci, una carrozza a due assi fu schiacciata tra il bagagliaio e quella successiva, una carrozza letto più massiccia strutturalmente. Il bagagliaio si mise di traverso in bilico sul fiume Reno. Tre carri merci andarono interamente distrutti. 
Il capostazione diramò l'allarme e chiese di inviare soccorsi. Da Bologna e da Porretta giunsero treni di soccorso con personale medico e materiali di prima emergenza. Giunsero anche operai e attrezzature.
Nel corso del giorno 3 settembre giunsero sul posto varie autorità, il Procuratore del Re, carabinieri e guardie di Pubblica sicurezza oltre a personale sanitario per l'opera di soccorso e per il trasferimento dei feriti all'ospedale di Porretta.
La linea rimase interrotta per tutto il giorno 3; i treni diretti n. 33 e n. 35 già in linea per Firenze furono fatti retrocedere e instradati sulla linea Faentina. Altri corrispondenti in senso inverso partirono direttamente per altra direzione.

## I treni coinvolti
- Treno diretto n. 24 proveniente da Firenze con carrozze di 1ª, 2ª e 3ª classe[2]trainato da due locomotive a vapore[1].
- Treno merci n. 1586 trainato da locomotiva a vapore.

## Le vittime
Le vittime furono: il macchinista Curzio Magnani, di anni 28, da Reggio Emilia e un viaggiatore deceduti nello scontro; un altro viaggiatore, Tolomeo Tognazzi, da Milano morì poco dopo il ricovero. 
Rimasero ferite complessivamente 14 persone.
I feriti gravi: Pietro Plantelli, da Crema; Alfredo Melani, da Pistoia; Andrea Montebugnoli, da Imola; Carlo Rognoni, da Milano.
I feriti lievi furono: tra il personale ferroviario, Dante Galli, fuochista del diretto; Giovanni Schiavini, macchinista del diretto; Giuseppe Giani, capotreno; Carlo Rizzitelli, conduttore; Nanni Antonio, fuochista. Tra i viaggiatori, l'ingegnere Giuseppe Pesaro, da Padova; il sergente maggiore Enrico Benci; il signor Alberto Barbieri, da Bologna; la signora Imelde d'Horres. Il ricovero avvenne all'Ospedale di Porretta, alcuni furono medicati nell'ambulatorio della stazione di Bologna, altri sul posto.

## L'inchiesta
L'inchiesta dovette fare chiarezza sulle situazioni di anormalità che avevano provocato l'incidente. Il treno diretto n. 24 avrebbe dovuto transitare dalla stazione alle ore 23:45 circa ma viaggiava in ritardo di circa un'ora. Il treno merci aveva quindi iniziata la manovra, cosa che prevedeva la disposizione a via impedita del segnale di protezione di Riola lato Firenze; il segnale tuttavia si trovò disposto a via libera per cui il treno continuò la corsa liberamente fino al punto dell'impatto. Indiscrezioni della prima ora riportarono la tesi che il segnale si fosse disposto a via libera a causa del deragliamento dei due carri merci in manovra che avevano schiacciato il cavo di azionamento del segnale. Altra tesi voleva che il capostazione di Riola avesse avvisato del deragliamento quello di Porretta ma era ormai fuori tempo di un minuto. Rimaneva ancora da spiegare perché nessuno avesse corso incontro al treno agitando un segnale rosso per avvisare del pericolo come previsto dai regolamenti in vigore.